# Georg Thiel (Bergmeister)
Georg Thiel (* um 1490 in Geyer; begraben 23. Oktober 1546 in Platten) war ein deutscher Bergmeister, Grubenvorsteher und Stadtrichter.

## Leben
Georg Thiel stammte aus Geyer und wurde in 1534/35 als Berggeschworener in die neu gegründete Bergstadt Platten im Erzgebirge berufen. Dort war er am Zinnbergbau beteiligt. Er war Betreiber eines Pochwerkers am Schwarzwasser sowie Besitzer der hiesigen Gruben St. Christoph und St. Ursula. 1537 (anderen Quellen zufolge bereits 1534) wurde er auf Befehl der Schneeberger Hauptleute zum 3. Bergmeister von Platten und Melchior Steiger zum Geschworenen ernannt. Seine Jahresbesoldung betrug 50 fl. Seit 1538/39 erscheint er als Grubenvorstand, u. a. der Zeche Schneebergl. 1540 übernahm er die Funktion des Stadtrichters. 1542 und 1546 ließ er in Platten die Töchter Barbara und Judith taufen. Er starb laut Sterbebucheintrag 1546 im Waldrevier auf dem Hirschberg nahe dem Schwimmiger und wurde Dienstag nach Ursula begraben. Das Amt des 6. Bergmeisters übernahm 1546 Lorenz Petzelt. Seine Witwe heiratete 1549 in Eibenstock den Bergmeister und Freihofbesitzer Lorenz Siegel. Sein Erbe wurde unter seinen Söhnen Hans, Jacob und Gregor Thiel aufgeteilt. Einer seiner Brüder war der ebenfalls aus Geyer stammende Hofstättenbesitzer Oswald Thiel.